# أحمد سكيرج
أحمد بن الحاج العياشي سُكَيْرِجٌ  (مواليد 1295هـ / 1877م، فاس - توفي 23 شعبان 1363هـ / 1944م، مراكش ) فقيه وقاضي وشاعر ومؤرخ ومتصوف مغربي، تقلّد مناصب مختلفة أهمها نظارة الأحباس والقضاء، بمدينة وجدة والرباط والجديدة وسطات. وألّف أكثر من مائتي تأليف غالبها في الطريقة التيجانية، وفي الشعر العديد من القصائد في مدح النبي، تناهز إحداها العشرين ألف بيت.
رافق السلطان مولاي يوسف إلى فرنسا لتدشين مسجد باريس في صيف عام 1344 هـ / 1926م، وهو الذي خطب وصلى بالناس في أول جمعة بهذا الجامع.
ناظر المنكرين للطرق الصوفية في حلقات مساجد مدينة فاس، وألّف في ذلك الكثير، منها «الحجارة المقتية لكسر مرآة المساوئ الوقتية» ردا على الرحلة المراكشية أو مرآة المساوئ الوقتية لابن المؤقت المراكشي، الذي بدوره ردّ بكتاب «المناطيد الجوية» على أحمد سكيرج.

## مسيرته
ولد أحمد سكيرج في مقابلة وجه الداخل بـ«درب سيدي يدير»، بـحومة رأس التيالين بمدينة فاس في بيت علم، فأبوه هو الفقيه العياشي بن عبد الرحمن سكيرج وأمه فروح بنت عبد الوهاب بن محمد التازي.
سافر لمدينة طنجة عام 1327هـ - 1909م، ليشتغل مستخدمًا بدار النيابة، وانصدم أمام عادات وتقاليد بعض أهل هذه المدينة لغلبة الطابع الأوروبي. وكان سبب استيطانه «طنجة» في هذه الفترة، هو كثرة الصراعات السياسية التي كانت تعيشها مدينة فاس ونواحيها وقتذاك، حيث عُرفت موجة من التمرد
وبعد أشهر قليلة تخلّى عن العمل بدار النيابة، وانتقل للعمل بجانب أخيه حماد بإدارة المراقبة بنفس المدينة، فاشتغل بها كاتبًا ثانيًا، وبقي في منصبه هذا مدة قصيرة ثم تخلّى عنه.
ابتدأت علاقة سكيرج بالتصوف منذ العقد الأول من عمره، حيث كان يصحب جده عبد الرحمن سكيرج لصلاة المغرب وتأدية ذكر الوظيفة (مجلس الذكر الجماعي) بعدها بالزاوية الكبرى بفاس، ورغم وفاة جده مبكرًا عام 1311هـ، ظل سكيرج يتردد على الزاوية مرة بعد مرة، وبخاصة مع والده.
وهكذا نشأ سكيرج في وسط صوفي محض، فكان ذلك دافعًا قويًّا له للتمسك بالطريقة الأحمدية التجانية عام 1315هـ - 1898م، على يد محمد فتحا بن محمد بن عبد السلام كنون، وكان عمره عند تمسكه بها 20 سنة. وفي نفس السنة المذكورة جدّد الإذن في الطريقة تبرّكًا على أستاذيه: عبد المالك الضرير العلوي، وعبد الله بن إدريس البدراوي، وعند حلول عام 1316هـ اجتمع بالعارف الكبير أحمد العبدلاوي، فأجازه إجازة مُطلقة بسنده العالي، ولقّنه علوم وحكم التصوف.

### الرحلات
وفي عام 1325هـ - 1907م استدعاه إلى مكناس عبد الرحمن بن زيدان نقيب الشرفاء العلويين بهذه المدينة، فأقام عنده أيامًا اجتمع فيها بالكثير من الأدباء، فألّف في ذلك رحلته المُسمّاة : «الرحلة الزيدانية».
وفي 15 جمادى الثانية 1329هـ - 1911م سافر أحمد سكيرج الى الغرب الجزائري وخصوصا مدينة وهران ؛ تلبية لاستدعاء صديقه الفقيه الحبيب بن عبد المالك، وكان سفره إليها على متن باخرة أقلعت من «طنجة» ، اجتمع بوهران وتلمسان بالعديد من رجال العلم والمعرفة والدين، وجمع أحداث هذه الرحلة في كتاب سماه : «الرحلة الحبيبية الوهرانية». وصادفت عودته من بلاد الجزائر قدوم محمود حفيد الشيخ أبي العباس التجاني، حيث وفد على المغرب لأول مرة قادمًا إليه من مقر أهله وأسلافه بقرية «عين ماضي» بالصحراء الجزائرية ، فطلب من سكيرج أن يرافقه في رحلة منتظمة لبعض مدن المغرب، فوافق سكيرج على طلب الشريف المذكور بشروط وضحها له داخل ضريح جده بالزاوية الكبرى بفاس، واستغرقت هذه الرحلة بالنسبة لسكيرج أربعة أشهر كاملة، حيث لم يستطع إتمامها فيما وراء رباط الفتح، وذلك نظرًا لبعض العوائق الوقتية، ومنها رجع إلى فاس حيث دوَّن هذه الرحلة في كتاب سماه: «غاية المقصود بالرحلة مع سيدي محمود». ثم انتقل لطنجة حيث اشتغل كاتبًا لدى باشا المدينة محمد الزكاي، وفي عام 1332هـ - 1914م عُين ناظرًا لأحباس فاس الجديد، وبقي في هذا المنصب مدة أربع سنوات.
وفي عام 1334هـ - 1916م توجّه سكيرج للحج، بعدما اختارته الحكومة للنيابة عنها في تهنئة الملك حسين بن علي الهاشمي باستقلال الحجاز؛ فألف في هذه الرحلة كتابه: «الرحلة الحجازية».

### القضاء
ثم تولّى مناصب قضائية مختلفة، منها ثلاث سنوات عمل قاضيًا لمدينة وجدة ما بين عامي 1337هـ - 1340هـ / 1919م - 1922م،
وقصده تقي الدين الهلالي سنة 1919 وتعلّم على يديه بوجدة. وبعدها طلب سكيرج الاستعفاء من هذه المدينة، فأرسل بصدد ذلك قصيدة لوزير العدل الشيخ أبي شعيب الدكالي، فأعفي من القضاء بـ«وجدة». ومن أبيات تلك القصيدة:
وفي شهر ذي الحجة الحرام سنة 1340هـ - 1922م عُيّن بمدينة «الرباط» عضوًا ثانيًا بالمحكمة العليا، فأقام بالعاصمة سنة ونصف، إلى حدود أوائل شهر شعبان عام 1342هـ - 1924م حيث جاء تعيينه على رأس القضاء بمدينة «الجديدة» ونواحيها، وبقي في هذا المنصب خمس سنوات كاملة. وفي شهر ذي القعدة الحرام سنة 1347هـ - 1928م تولّى القضاء بمدينة «سطات» إلى غاية وفاته بمراكش عام 1363هـ - 1944م.

## تصوفه
كان يؤمن أن المتصوف الحقيقي يجب عليه أن لا يسقط في زلّة الإعجاب والرياء، وأن أكبر منقد من ذلك هو أن يشتغل الإنسان من أجل كسب رزقه وأن يحترف بحرفة تغنيه عن الناس وتبعده عن الافتقار إليهم. وعلى سبيل المثال له رسالة وجهها إلى محمد بن سليمان شيخ الطريقة السليمانية بندرومة، عندما كان سكيرج قاضيا بمدينة وجدة:

## مؤلفاته
من بين مؤلفاته:
- كشف الحجاب عمن تلاقى مع التجاني من الأصحاب،
- رفع النقاب (في أربع مجلدات)،
- تطييب النفوس بما كتبته من بعض الدروس و الطروس،
- الكوكب الوهاج،
- الذخيرة للآخرة (ديوان قصائد تقارب السبعين في مدح رسول الله، تجاوز 2000 بيت)،
- القصيدة الكافية بتضمين الهمزية في كاملية كافية (456 بيتا)،
- الوصية الشافية (وهي منظومة طويلة في الحكم والعلوم) ( أبياتها 3042)،
- الذهب الخالص في محاذاة كبرى الخصائص (وهو نظم الخصائص الكبرى للحافظ جلال الدين السيوطي، في نحو 19150 بيتا،).
- الظل الوريف في محاربة الريف، الخزانة العامة بالرباط، رقم 1020 بالميكروفيلم. دون ثورة عبد الكريم الخطابي.[10]

## وصلات خارجية
- رحلات العلامة أحمد بن العياشي سكيرج الخزرجي مكتبة الرحلات المغربية.